# Audi Prologue
L'Audi Prologue est un concept car dévoilé par Audi et Marc Lichte, nouveau designer de la marque, en 2014. Il affiche l'identité stylistique des futures Audi mais préfigure aussi les nouvelles versions des A6, A7, A8 et A9 et, à l'avant, la calandre de la prochaine Audi A4 B9.

## Audi Prologue Allroad Concept
Cette version affiche la future identité stylistique du futur A6 Allroad.

## Audi Prologue Avant
Cette version affiche la future identité stylistique du futur A6 Avant mais aussi celle des futurs breaks de la marque Audi.